# Vidrio de reloj (química)

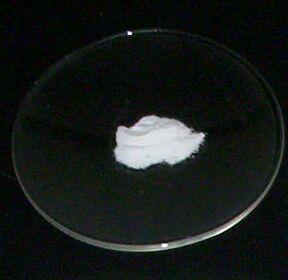
Muestra de fluoruro de cesio sobre un vidrio de reloj.

El vidrio de reloj es una lámina de vidrio, de forma circular cóncava-convexa, que se utiliza en química, física o biología para medir la masa o el peso de productos sólidos en cantidad, evaporar pequeñas cantidades de líquidos en muestras sólidas, así como de cubierta en vasos de precipitado para evitar la entrada de polvo, y para contener sustancias parcialmente corrosivas. También se puede utilizar para colocar pequeñas cantidades de substancias debajo del ocular de un microscopio.
Es de tamaño medio y relativamente delicado, aunque estable para su función práctica y contenedora. Se llama así por su parecido con el vidrio de los antiguos relojes de bolsillo. El vidrio de reloj está hecho preferentemente de un metal-vidrio especial, que puede resistir hasta 150 °C.

## Modos de empleo
- Cuando se utiliza como superficie de evaporación, el vidrio de reloj permite la observación más cercana y directa de precipitados o de la cristalización, y se puede colocar en una superficie de color con contraste para mejorar la visibilidad.[1] Para este tipo de usos es necesario verificar el tipo de sustancias, procesos y/o reacciones esperables al que va a ser expuesto este instrumental, con las precauciones debidas en lo referente al perímetro de trabajo, y a la protección del propio investigador. Mismos cuidados son especialmente necesarios al momento de emplear sustancias con propiedades corrosivas.
- Cuando se emplea para alojar sólidos que son pesados en la balanza analógica, antes de pesar la cantidad especificada de sólido, se debe colocar un cristal de reloj en la báscula poniendo a cero la balanza, de manera que sólo se obtenga el peso de la substancia en la muestra.[1]. Además, se utiliza para evaporar líquidos en pequeñas cantidades u obtener la masa total de una sustancia o productos sólidos.